# Бордаков Юрій Вікторович
Ю́рій Ві́кторович Бордаков (21 жовтня 1946, Ужгород — 6 березня 2024, Київ) — радянський і український кінооператор. Заслужений діяч мистецтв УРСР (1986). Лауреат Державної премії України ім. Шевченка (1989) — за кінотрилогію «Чорнобиль: Два кольори часу» студії «Укртелефільм». Кавалер орденів «За заслуги» III ступеня (2007), II ступеня (2021).

## Життєпис
У 1964—1976 роках працював на Українському телебаченні.
1980 року закінчив кінофакультет Київського інституту театрального мистецтва ім. І. Карпенка-Карого.
З 1982 — на студії «Укртелефільм». Член Національної спілки кінематографістів України.
Помер 6 березня 2024 року після тяжкої тривалої хвороби у віці 77 років. Похований на Берковецькому кладовищі.

## Фільмографія
Операторські роботи:
- «Товариський суд» (1982)
- «Останній засіб королів» (1983, реж. В. Кісін)
- «Ольга» (1983, фільм-балет)
- «Магічне коло» (1984)
- «Музика його душі» (1984)
- «Буковинські картинки» (1984)
- «Блакитна троянда» (1984)
- «Тобі, Вітчизно, пісні мої» (1985)
- «Співає Іван Попович» (1985)
- «Регіон» (1985)
- «Хай буде вам по вірі вашій» (1985)
- «Запорожець за Дунаєм» (1986, реж. Ю. Суярко)
- «Соло на флейті» (1986)
- «Чорнобиль: Два кольори часу» (1986—1988, три фільми, режисер І. Кобрин, автори сценарію Л. Мужук і Х. Салганик)
- «Тіні забутих предків» (1990, фільм-балет, у співавт. з Миколою Тереховим)
- «Блакитна троянда» (1988, у співавт. з Л. Зоценком)
- «Голгофа України» (1991, реж. Р. Єфименко)
- «За часів Гайхан-Бея» (1991, реж. Ю. Суярко)
- «Згадуючи Дяґілєвські вечори» (1992, реж. Ю. Суярко)
- «Людське щастя» (1992)
- «Сільські бувальщини» (1992, реж. Ю. Некрасов)
- «Пробудження» (1992)
- «Не хочу згадувати» (1996)
- «Чорнобиль — 96» (1996)
- «Чорнобиль.3828» (2011; зйомки 1986 р.)